# Дравенський національний парк
Дравенський (пол. Drawieński Park Narodowy) — національний парк на північному заході  Польщі. Розташований на кордоні  Любуського і  Західно-Поморського воєводств.

## Географія
Парк був створений в 1990 році; спочатку його площа становила 86,91 км². Згодом розширений до 114,41 км², з яких 96,14 км² зайнято лісами; 9,37 км² — внутрішніми водами і 3,86 км² — іншими територіями. Парк являє собою долину річки Драва, на ім'я якої він і був названий. На території є мероміктичне озеро Чарне площею 3,7 км². Вища точка території парку становить 106 м над рівнем моря. Штаб-квартира парку знаходиться в містечку Дравно  Хощенського повіту.

## Флора і фауна
Флора представлена реліктовими дубовими лісами. Ліси з віком дерев понад 81 рік покривають понад 40% території Дравенського парку. Тут зустрічаються 129 видів птахів, 40 видів ссавців, 7 видів рептилій і 13 видів амфібій. У річках і озерах мешкають 30 видів риб. З ссавців можна відзначити: благородного оленя,  європейську козулю, бобра, видру, кабана,  єнотовидного собаку,  єнота-полоскуна,  американську норку і вовка.

## Галерея

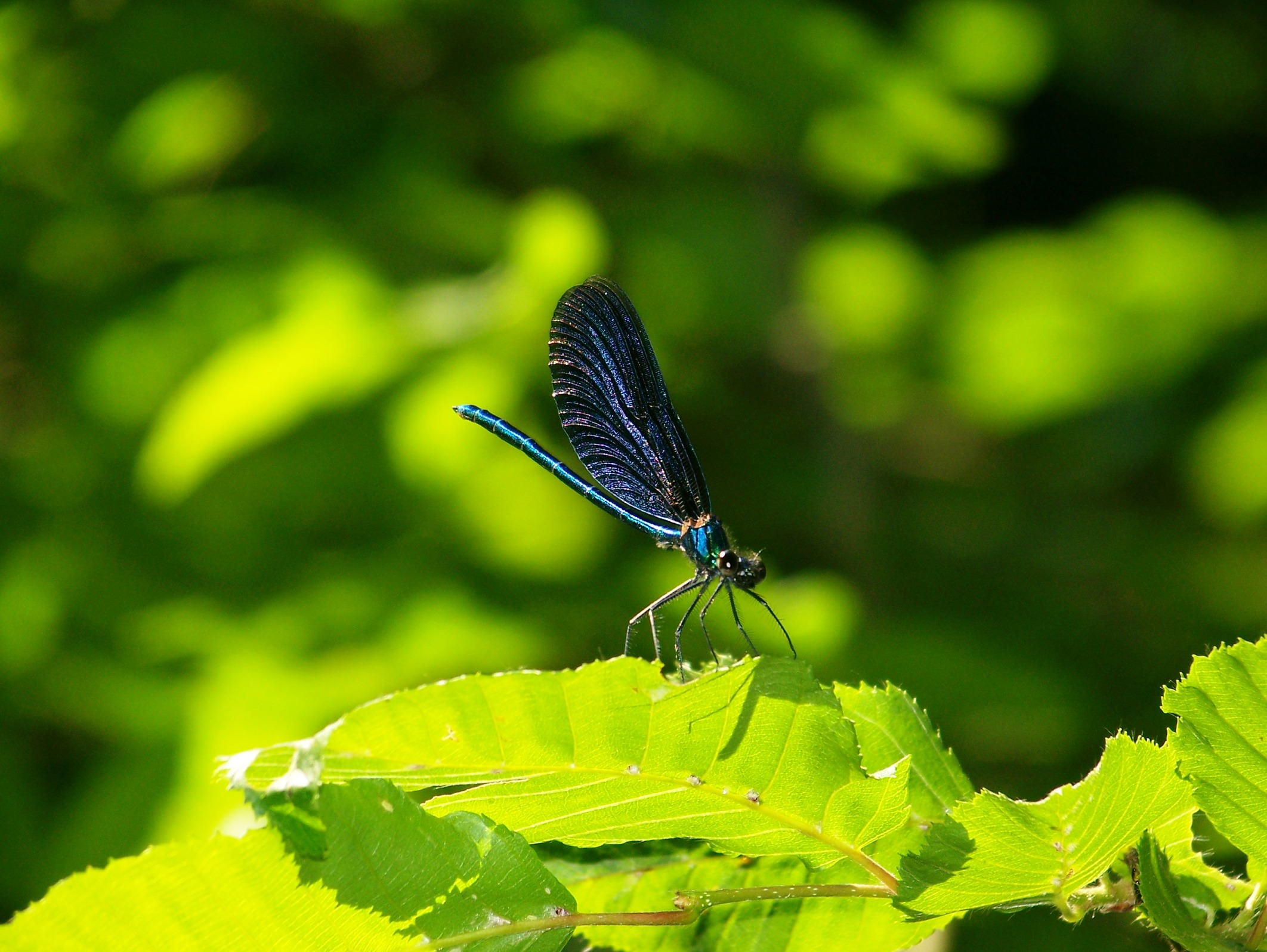
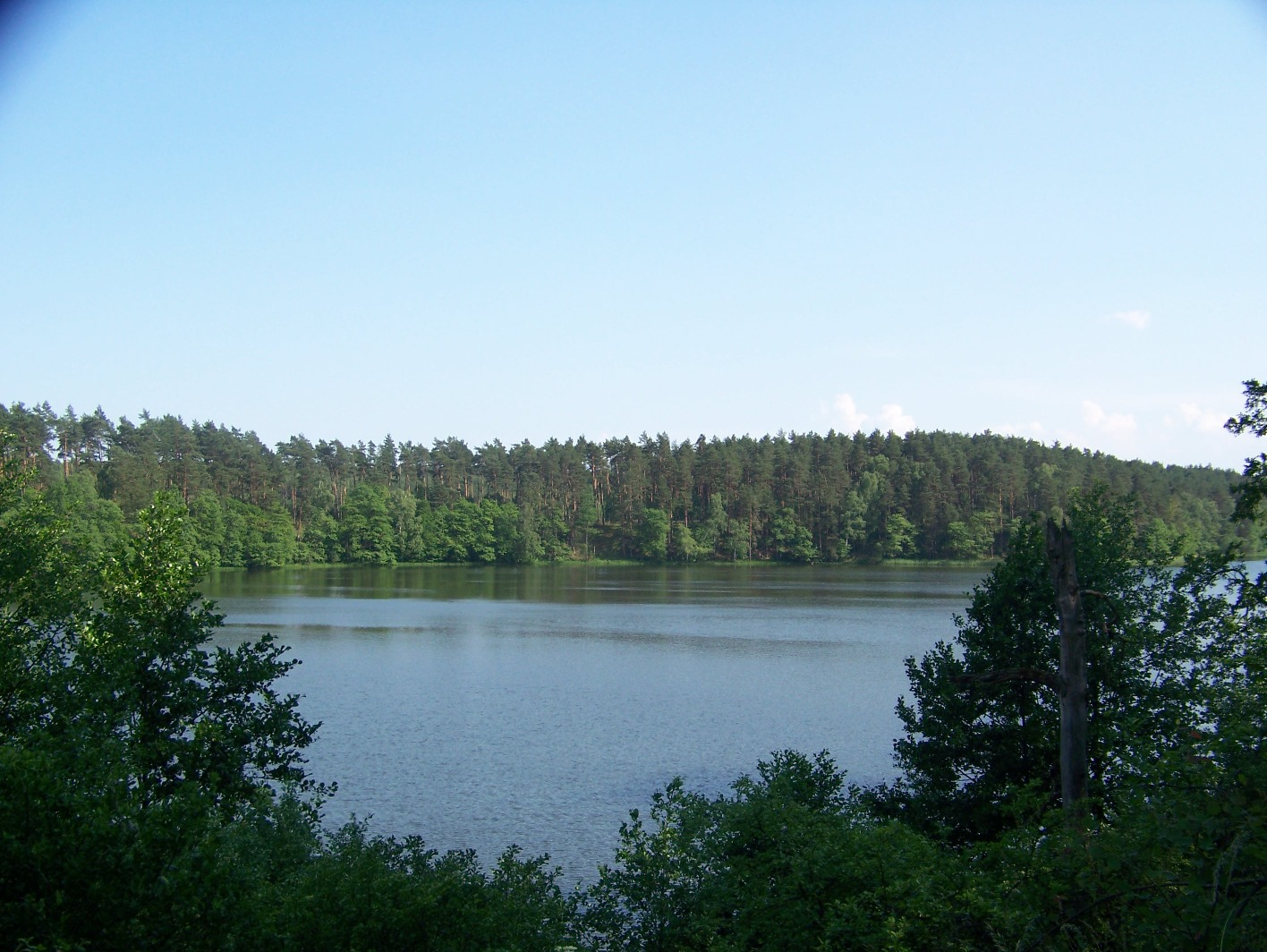
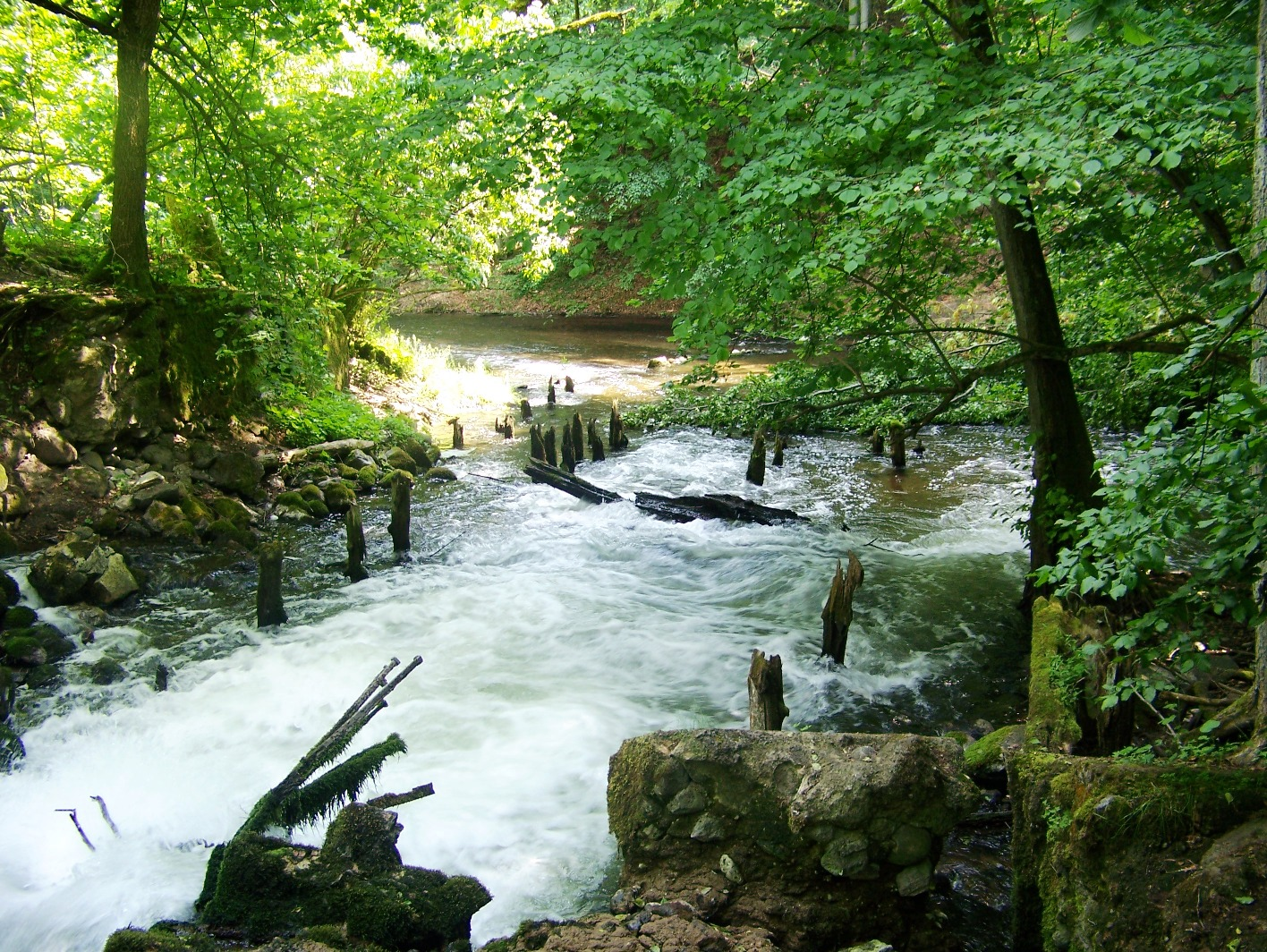
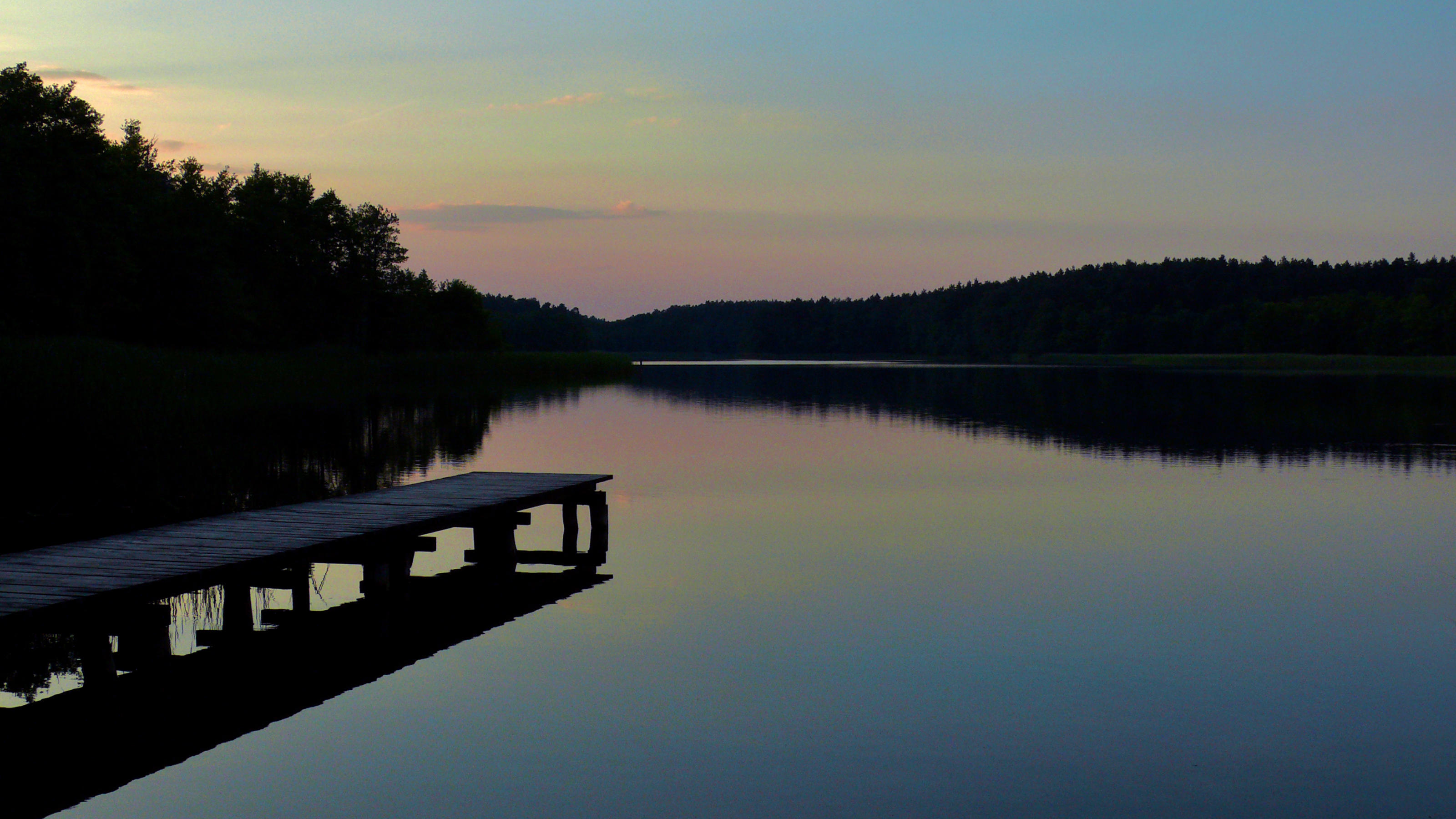

## Виноски
1. ↑   Rozporządzenie Rady Ministrów z dnia 10 kwietnia 1990 r. ws. utworzenia Drawieńskiego Parku Narodowego // (Dziennik Ustaw, rok 1990, numer 26, pozycja 151)

## Ресурси Інтернету
- Вікісховище має мультимедійні дані за темою: Дравенський національний парк
- Офіційний сайт парку [Архівовано 19 жовтня 2020 у Wayback Machine.]
- Дравська Пуща